# Фетисов, Василий Фёдорович
Васи́лий Фёдорович Фети́сов (24 апреля 1918, Ташкент — 25 июля 1984, Ташкент) — видный деятель народного хозяйства Узбекской ССР, директор ташкентского завода «Электростанок» и первый генеральный директор производственного объединения «Средазэлектроаппарат».

## Биография
Родился в Ташкенте 24 апреля 1918 года.
В 1941 году окончил Самаркандский институт народного хозяйства, после чего был немедленно направлен в интендантскую академию в связи с началом Великой Отечественной войны (в июле 1941 года призван в Красную армию Самаркандским районным военкоматом Самаркандской области). Участвовал в боевых действиях на Южном фронте (1941—1942 года), Юго-Восточном фронте (1942 год — 10 февраля 1943), 4-м Украинском фронте (10 февраля 1943 — 15 января 1944), 1-м Украинском фронте (15 января 1944 — 8 октября 1944), 1-м Белорусском фронте (с 8 октября 1944 года). Закончил войну в восточногерманском Наумбурге в звании лейтенанта и должности начальника продовольственно-фуражного снабжения 411-го миномётного полка 14-й артиллерийской дивизии прорыва. В 1945—1947 году продолжал воинскую службу в городе Наро-Фоминск (Московская область).
В июле 1947 года В. Ф. Фетисов получил должность инженера по планированию материалов на заводе «Электростанок» в Ташкенте. В 1952 году стал заместителем директора завода, 14 января 1956 года был назначен его директором. В 1971 году создаётся производственное объединение «Средазэлектроаппарат», объединившее заводы низковольтной аппаратуры в Адрасмане, Мархамате и Алма-Ате (последний вскоре вышел из состава ПО), андижанский завод «Электроаппарат», ташкентский завод «Реле и автоматика» и, в качестве головного предприятия — ташкентский завод «Электростанок». 26 января 1972 года Василий Фёдорович Фетисов утверждается первым генеральным директором производственного объединения.
С выходом на пенсию, 9 ноября 1981 года, был переведён на должность начальника отдела перспективного планирования, прогнозирования и технического перевооружения. Работу в сфере электротехники не оставлял до последних дней жизни.
Умер 25 июля 1984 года.

## Деятельность
В 1960-е годы директор завода В. Ф. Фетисов и главный инженер Е. С. Мясоедов стали инициаторами выпуска на предприятии устройств для электростанций и подстанций. В 1963—1965 годах продукция «Электростанка» поступила на 400 крупных строек СССР, включая ГРЭС в Ташкенте и Навои, ТЭЦ в Сумгаите и Нижнекамскую ТЭЦ-1, Соколовско-Сарбайский, Алтын-Топканский и Качканарский горно-обогатительные комбинаты, Западносибирский металлургический завод, Навоийский и Самаркандский химические комбинаты.
Благодаря организаторским способностям В. Ф. Фетисова удалось перестроить здания завода, который при эвакуации в Ташкент разместился в бывших конюшнях. Был спроектирован и возведён главный корпус предприятия площадью 25 000 м², а также его энергоблок с четырьмя компрессорами, создано самостоятельное подразделение, ставшее научно-инженерным центром (НИЦ).

Был случай, когда у строителей не хватило сил, чтобы вовремя выкопать котлованы для установки 200 железобетонных опор под стены здания. Строители выдвинули ультиматум. Если, мол, заводчане не помогут с земляными работами, то они не станут сооружать корпус, а уйдут на другой объект. Надо заметить, что строители в то время были на вес золота.

Василий Фёдорович обратился ко всем работающим на заводе мужчинам, обещал расплачиваться за работу наличными. Все, конечно, согласились. Что творилось на строительной площадке! Люди проявляли чудеса изобретательности, использовали для рытья земли различные приспособления, через двое суток все 200 котлованов были готовы!— Н. И. Коночкин, главный механик объединения в 1991 году
В 1969 году по инициативе, в том числе, генерального директора, началось строительство оздоровительного лагеря для детей заводчан.
Кроме того, В. Ф. Фетисов являлся автором изобретений, внедрённых в производство.

## Награды
За военные и трудовые заслуги В. Ф. Фетисов был удостоен множества государственных наград.
29 мая 1945 года стал кавалером Ордена Отечественной войны II степени. В наградном листе сообщалось, что с 10 января 1945 года В. Ф. Фетисов сделал всё необходимое для продовольственного обеспечения полка в период январского наступления и наладил бесперебойного питание бойцов, отмечалось организованное им приобретение продовольствия за счёт трофеев и его личное нахождение на огневых позициях при раздаче пищи, собственная дисциплинированность и дисциплина в подразделении.

## Память
16 декабря 1994 года имя Василия Фетисова «за большие заслуги в электроаппаратной промышленности» было присвоено улице Мирабадского тумана Ташкента, на которой располагается АО «Узэлектроаппарат», однако 22 июня 2005 года она была переименована в улицу Талимаржон.